# Guy-Pierre Volpert
Guy Henri Georges „Guy-Pierre“ Volpert (* 10. November 1916 in Paris; † 26. Dezember 2000 in Fontainebleau) war ein französischer Eishockeyspieler.

## Karriere
Guy-Pierre Volpert nahm für die französische Eishockeynationalmannschaft an den Olympischen Winterspielen 1936 in Garmisch-Partenkirchen teil. Auf Vereinsebene spielte er für die Français Volants.